# Restaurant de la Machine à Bougival
Restaurant de la Machine à Bougival, o anche Ristorante de La Machine a Bougival è un dipinto del pittore francese Maurice de Vlaminck, realizzato nel 1905 e attualmente conservato nel Musée d'Orsay di Parigi.
Vlaminck si avvicina alla pittura grazie all’incontro con André Derain, e questo paesaggio ritrae una scena nei pressi di Bougival, un piccolo paese vicino a Parigi, dove si trova il ristorante "La Machine", un punto di ritrovo e svago. Quest’opera fa parte di una serie di dipinti che il pittore dedica alla Senna e ai suoi dintorni.

## Descrizione

### Soggetto
Il dipinto cattura una scena vivace della vita quotidiana a Bougival, focalizzandosi sugli edifici del ristorante lungo una strada, offrendo un altro punto di vista della cittadina rappresentata anche nel dipinto Bougival. Vlaminck si posiziona proprio prima della curva, scegliendo una prospettiva ravvicinata che esalta l’architettura del luogo con un tocco dinamico. 

### Caratteristiche
Questo dipinto è un esempio vivido del Fauvismo, un movimento che Vlaminck contribuisce a definire con la sua pittura esplosiva e senza compromessi. I colori sono applicati con una certa spontaneità, creando una superficie vibrante che fa sembrare la scena viva e in movimento. L’uso di pennellate forti e contrastanti tra cielo, natura e architettura guida lo spettatore attraverso l’opera, trasportandolo dentro l’atmosfera del momento. Ogni elemento del paesaggio, dai campi agli alberi, dalle case alla strada, sembra pulsare di vita, reso attraverso un uso audace del colore. Sebbene l’opera richiami l’approccio impressionista, si distingue per una visione più intensa e concentrata, che non si limita a una mera riproduzione visiva, ma cerca di trasmettere un’esperienza emotiva.In questa composizione, il colore e la pennellata sono protagonisti assoluti. L'artista adotta uno stile vigoroso, simile a quello di Van Gogh, con pennellate spesse che definiscono gli edifici e i campi circostanti. La palette è vivace, con pennellate più rotonde nel primo piano, più lunghe per gli alberi e più precise nei dettagli architettonici, creando un perfetto equilibrio tra forma e colore. Ogni tratto sembra dare vita al paesaggio, rendendo il quadro pulsante di energia. Non si cerca la perfezione nei dettagli, ma un’immersione sensoriale che fa sentire il dinamismo e l'energia del paesaggio. Vlaminck abbandona la ricerca della fedeltà visiva, preferendo un approccio emotivo che si concentra più sull’esperienza del momento che sulla rappresentazione oggettiva. 

### Significato
Più che un semplice ritratto di un angolo di Bougival, quest’opera esplora la vitalità della vita quotidiana con una forza che va oltre il semplice atto di osservare il paesaggio. La forte espressione del colore e della forma non è solo un richiamo all’influenza di Van Gogh, ma riflette anche il desiderio di Vlaminck di allontanarsi dal naturalismo, preferendo una pittura che metta al centro l’emozione e l’espressione personale.Il dipinto è un rifiuto delle convenzioni artistiche tradizionali, dando spazio a una pittura che si concentra sull’esperienza soggettiva e sensoriale, piuttosto che sulla rappresentazione realistica. Così, il paesaggio di Bougival non è solo un luogo fisico, ma diventa un campo d’espressione per le emozioni dell’artista, trasformando un semplice angolo della vita quotidiana in una visione vibrante e piena di significato. 